# Операция Гарбо
Операция Гарбо (на шведски: Operation Garbo) е първата книга от едноименната трилогия на Хари Уинтър, псевдоним, под който творят шведските писатели Бо Хугемарк и Ингемар Дьорфер.

## Сюжет
Действието се развива в началото на 90-те години, по време на разпада на Съветския съюз. В отчаян опит да спаси разпадащата се икономика на страната, съветското правителство мобилизира Червената армия и започва инвазия на Швеция, за която шведската армия се оказва напълно неподготвена.

## Втора и трета част
- Операция Гарбо II: Краят
- Операция Гарбо III: Разпадът.

Трилогията не е преведена на други езици.